# Hammenhögs IF
Hammenhögs IF är en idrottsförening från Hammenhög i Sverige. Klubben bildades 1927.
Damfotbollslaget spelade fyra säsonger i Sveriges högsta division under perioden 1978-1981.

### Fotnoter
1. ↑  Jimmy Lindahl (6 mars 2004). ”Maratontabell för högsta damserien 1978-2003”. Bolletinen. http://www.bolletinen.se/sfs/pdf/stat_d_maraton_1978_2003_maratontab_f_hogsta_damserien.pdf. Läst 13 oktober 2013.